# Voulez-Vous (nummer van ABBA)
Voulez-Vous, oorspronkelijk America getiteld, is een nummer van de Zweedse popgroep ABBA. Het is de derde single van het gelijknamige zesde studioalbum Voulez-Vous uit 1979. Agnetha Fältskog en Anni-Frid Lyngstad delen de zang op deze plaat. Op 1 juli 1979 werd het nummer wereldwijd op single uitgebracht.
Voulez-Vous is het enige ABBA-nummer waarvan ook een officiële uitgebreide danceremix op 12 inch maxisingle werd uitgebracht. Deze 06:07 minuten durende versie van het nummer werd uitgebracht als dubbele A-kant in de Verenigde Staten en Canada.

## Achtergrond
Mede dankzij de baslijn lijkt het nummer vrij opdringerig. Het is dan ook bedoeld als dancenummer. De tekst benadrukt dat nog eens. Deze draait namelijk om het "ten dans vragen" van iemand tijdens een feest. Om er een exotisch tintje aan te geven wordt dit ook nog in het Frans gevraagd ("La question c'est voulez-vous?").
Vergeleken met ABBA's hits voor en na Voulez-Vous, was de single geen grote hit. In het Verenigd Koninkrijk bereikte de plaat de 3e positie in de UK Singles Chart  evenals in Ierland en de top 10 in zeven andere landen. 
In Nederland was de plaat op vrijdag 13 juli 1979 Veronica Alarmschijf op Hilversum 3 en werd een gigantische hit in de destijds drie landelijke hitlijsten op de nationale publieke popzender. De plaat bereikte de 4e positie in de Nederlandse Top 40, de 3e positie in de Nationale Hitparade en piekte op de 2e positie in de TROS Top 50. In de Europese hitlijst op Hilversum 3, de TROS Europarade, werd de 3e positie bereikt.
In België bereikte de plaat de nummer 1-positie in zowel de voorloper van de Vlaamse Ultratop 50 als de Vlaamse Radio 2 Top 30. In Wallonië werd géén notering behaald.
In de winter van 1992 werd Voulez-Vous naar aanleiding van de uitgave van het 'greatest hits' album Abba Gold, opnieuw uitgebracht op cd-single. Ditmaal kwam de plaat bij de TROS op toentertijd de zondagmiddag tussen 15.00 en 19.00 uur op Radio 3 niet hoger dan de 64e positie in de Nationale Top 100.

## Hitnoteringen

### Nederlandse Top 40
| Hitnotering: 21-07-1979 t/m 15-09-1979 | Hitnotering: 21-07-1979 t/m 15-09-1979 | Hitnotering: 21-07-1979 t/m 15-09-1979 | Hitnotering: 21-07-1979 t/m 15-09-1979 | Hitnotering: 21-07-1979 t/m 15-09-1979 | Hitnotering: 21-07-1979 t/m 15-09-1979 | Hitnotering: 21-07-1979 t/m 15-09-1979 | Hitnotering: 21-07-1979 t/m 15-09-1979 | Hitnotering: 21-07-1979 t/m 15-09-1979 | Hitnotering: 21-07-1979 t/m 15-09-1979 | Hitnotering: 21-07-1979 t/m 15-09-1979 |
| Week                                   | 1                                      | 2                                      | 3                                      | 4                                      | 5                                      | 6                                      | 7                                      | 8                                      | 9                                      |                                        |
| -------------------------------------- | -------------------------------------- | -------------------------------------- | -------------------------------------- | -------------------------------------- | -------------------------------------- | -------------------------------------- | -------------------------------------- | -------------------------------------- | -------------------------------------- | -------------------------------------- |
| Nummer                                 | 23                                     | 11                                     | 8                                      | 4                                      | 4                                      | 5                                      | 12                                     | 15                                     | 30                                     | uit                                    |

### Nationale Hitparade
| Hitnotering week 1 t/m 10: 28-07-1979 t/m 29-09-1979 Hitnotering week 11 t/m 14: 28-11-1992 t/m 19-12-1992 | Hitnotering week 1 t/m 10: 28-07-1979 t/m 29-09-1979 Hitnotering week 11 t/m 14: 28-11-1992 t/m 19-12-1992 | Hitnotering week 1 t/m 10: 28-07-1979 t/m 29-09-1979 Hitnotering week 11 t/m 14: 28-11-1992 t/m 19-12-1992 | Hitnotering week 1 t/m 10: 28-07-1979 t/m 29-09-1979 Hitnotering week 11 t/m 14: 28-11-1992 t/m 19-12-1992 | Hitnotering week 1 t/m 10: 28-07-1979 t/m 29-09-1979 Hitnotering week 11 t/m 14: 28-11-1992 t/m 19-12-1992 | Hitnotering week 1 t/m 10: 28-07-1979 t/m 29-09-1979 Hitnotering week 11 t/m 14: 28-11-1992 t/m 19-12-1992 | Hitnotering week 1 t/m 10: 28-07-1979 t/m 29-09-1979 Hitnotering week 11 t/m 14: 28-11-1992 t/m 19-12-1992 | Hitnotering week 1 t/m 10: 28-07-1979 t/m 29-09-1979 Hitnotering week 11 t/m 14: 28-11-1992 t/m 19-12-1992 | Hitnotering week 1 t/m 10: 28-07-1979 t/m 29-09-1979 Hitnotering week 11 t/m 14: 28-11-1992 t/m 19-12-1992 | Hitnotering week 1 t/m 10: 28-07-1979 t/m 29-09-1979 Hitnotering week 11 t/m 14: 28-11-1992 t/m 19-12-1992 | Hitnotering week 1 t/m 10: 28-07-1979 t/m 29-09-1979 Hitnotering week 11 t/m 14: 28-11-1992 t/m 19-12-1992 | Hitnotering week 1 t/m 10: 28-07-1979 t/m 29-09-1979 Hitnotering week 11 t/m 14: 28-11-1992 t/m 19-12-1992 | Hitnotering week 1 t/m 10: 28-07-1979 t/m 29-09-1979 Hitnotering week 11 t/m 14: 28-11-1992 t/m 19-12-1992 | Hitnotering week 1 t/m 10: 28-07-1979 t/m 29-09-1979 Hitnotering week 11 t/m 14: 28-11-1992 t/m 19-12-1992 | Hitnotering week 1 t/m 10: 28-07-1979 t/m 29-09-1979 Hitnotering week 11 t/m 14: 28-11-1992 t/m 19-12-1992 | Hitnotering week 1 t/m 10: 28-07-1979 t/m 29-09-1979 Hitnotering week 11 t/m 14: 28-11-1992 t/m 19-12-1992 | Hitnotering week 1 t/m 10: 28-07-1979 t/m 29-09-1979 Hitnotering week 11 t/m 14: 28-11-1992 t/m 19-12-1992 |
| Week | 1 | 2 | 3 | 4 | 5 | 6 | 7 | 8 | 9 | 10 | | 11 | 12 | 13 | 14 | |
| --- | --- | --- | --- | --- | --- | --- | --- | --- | --- | --- | --- | --- | --- | --- | --- | --- |
| Nummer | 13 | 8 | 5 | 4 | 3 | 9 | 15 | 19 | 27 | 46 | uit | 84 | 71 | 64 | 72 | uit |

### TROS Top 50
Hitnotering: 19-07-1979 t/m 20-09-1979. Hoogste notering: #3 (2 weken).

### TROS Europarade
Hitnotering: 11-08-1979 t/m 07-10-1979. Hoogste notering: #3 (4 weken).

### NPO Radio 2 Top 2000
| Nummer met noteringen in de NPO Radio 2 Top 2000 | '01  | '02  | '03 | '04  | '05  | '06  | '07  | '08  | '09  | '10  | '11  | '12  | '13  | '14  | '15  | '16  | '17  | '18 | '19  | '20 | '21 | '22 | '23 | '24 |
| ------------------------------------------------ | ---- | ---- | --- | ---- | ---- | ---- | ---- | ---- | ---- | ---- | ---- | ---- | ---- | ---- | ---- | ---- | ---- | --- | ---- | --- | --- | --- | --- | --- |
| Voulez-Vous                                      | 1413 | 1917 | -   | 1801 | 1506 | 1963 | 1964 | 1828 | 1520 | 1692 | 1894 | 1748 | 1889 | 1974 | 1599 | 1550 | 1521 | 987 | 1024 | 828 | 590 | 524 | 465 | 732 |

1. ↑  Een '-' betekent dat het nummer niet was genoteerd en een vetgedrukt getal geeft de hoogste notering aan.
2. ↑  2001 was het eerste jaar met een notering voor dit nummer.

### JOE FM Hitarchief 2000
| "Voulez-vous" | "Voulez-vous" | "Voulez-vous" | "Voulez-vous" | "Voulez-vous" | "Voulez-vous" | "Voulez-vous" | "Voulez-vous" | "Voulez-vous" | "Voulez-vous" | "Voulez-vous" | "Voulez-vous" | "Voulez-vous" | "Voulez-vous" |
| Jaar          | 2009          | 2010          | 2011          | 2012          | 2013          | 2014          | 2015          | 2016          | 2017          | 2018          | 2019          | 2020          | 2021          |
| ------------- | ------------- | ------------- | ------------- | ------------- | ------------- | ------------- | ------------- | ------------- | ------------- | ------------- | ------------- | ------------- | ------------- |
| Positie       | 297           | 198           | 204           | 165           | 149           | 139           | 128           | 136           | 143           | 149           | 550           | 414           | 230           |

## Trivia
- Voulez-Vous is een van de nummers gebruikt in de musical Mamma Mia!. In de context van de musical wordt het nummer door iedereen gezongen. De openingszinnen "People everywhere / the sense of expectation / hanging in the air" worden gezongen als de jongens van Sky's vrijgezellenfeest binnenstormen bij het vrijgezellenfeest van Sophie. In kleine onderbrekingen van het nummer confronteren Sam en Harry Sophie en vertellen haar (ieder afzonderlijk) dat ze zich realiseren haar vader te kunnen zijn. Met dit nummer sluit de eerste acte van de musical af. In de film Mamma Mia! wordt het nummer ook gezongen, met hoofdrollen voor Amanda Seyfried (Sophie), Colin Firth (Harry) en Pierce Brosnan (Sam).